# كيم وليامز
كيم وليامز (بالإنجليزية: Kim Williams)‏ هو كاتب أغاني أمريكي، ولد في 28 يونيو 1947 في كينغسبورت في الولايات المتحدة، وتوفي في 11 فبراير 2016.

## وصلات خارجية
- كيم وليامز على موقع ميوزك برينز (الإنجليزية)
- كيم وليامز على موقع أول ميوزيك (الإنجليزية)
- كيم وليامز على موقع أول ميوزيك (الإنجليزية)
- كيم وليامز على موقع ديسكوغز (الإنجليزية)